# Fynske Livregiment

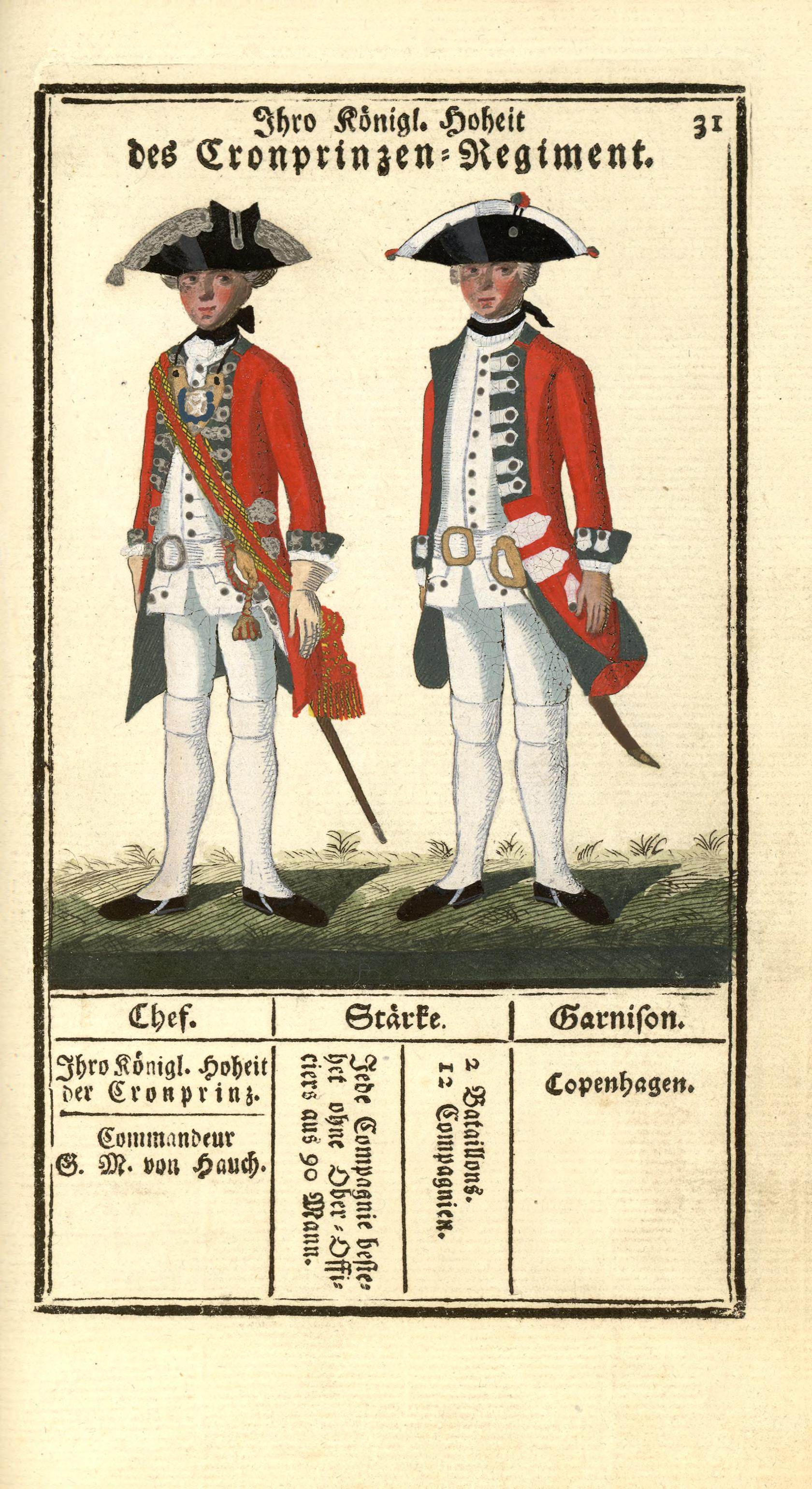
Fynske Livregiments uniformer omkring 1760 till 1761 (då benämnt Kronprins Christians Regiment).

Fynske Livregiment (på svenska: Fyns livregemente), var ett danskt infanteriregemente som var verksamt under olika namn mellan 1614 och 1991.

## Historia
Regementet upprättades av Kristian IV den 17 november 1614 som Fynske Fenle Knægte af Jydske Regiment Landsfolk och var medan det verkade ett av den danska arméns äldsta förband, jämnårigt med Sjællandske Livregiment. Regementet har stridit i alla danska krig sedan 1625, inklusive Torstensons krig (1643–1645) Karl X Gustavs danska krig (1658–1660), Skånska kriget (1675–1679), Stora nordiska kriget (1700), Stora nordiska kriget (1709–1720), Slaget på Reden (1801), Kanonbåtskriget (1807–1814), Slesvig-holsteinska kriget (1848–1850) och Dansk-tyska kriget (1864). Förutom dessa var regementet i främmande tjänst 1689–1714, bland annat Pfalziska tronföljdskriget och Spanska tronföljdskriget. Regementets fana bär namnen Lutter am Barenberge 1626, Wismar 1675, Kristianstad 1677–78, Stralsund 1715, Dybbøl 1848, Isted 1850 and Dybbøl 1864.
Den 1 november 1991 införlivades regementet tillsammans med Kongens Jyske Fodregiment i Slesvigske Fodregiment.

## Förbandschefer
| - Augustinus Ebbel, 1614–1618 - Hans Cosmus, 1618–1626 - Jens Bay, 1626–1644 - Jacob Andersen, 1644–1657 - Alexander Reincking, 1657 - Johan Bechmann, 1657–1661 - Utan chef, 1661–1664 - Benedict von Hatten, 1664–1671 - Johan Caspar Cicignon, 1671–1675 - Siegfred von Bibow, 1675–1676 - Johan Caspar Cicignon, 1675–1677 - Hans Christian Schack, 1676–1677 - Andreas Fuchs, 1677–1679 - Johan Anton Elnberger, 1679 - Överste Esche, 1679 - Johan Ernst von Frisensee, 1679–1686 - Jacob de Bruin, 1687–1699 - Hans Hartmann von Erffa, 1690–1700 - Hans Christian Schønfeldt, 1700–1704 - Johan Bernhard Dalvig, 1700–1704 - G. V. C. Stöcken, 1704 - Justus Voogt, 1704–1708 - Albrecht Philip von Eynden, 1704–1713 - G. W. von Hedwiger, 1708–1709 - Frederik Gersdorff, 1710–1714 - Jesper Friis, 1713–1716 - Otto Carl Callenberg, 1716 | - Henrik von Scholten, 1716–1734 - Frederik Christian av Brandenburg-Bayreuth, 1734–1744 - Julius Johan von Vieregge, 1744–1752 - Carl Schack af Rantzau-Ascheberg, 1752–1756 - Andreas Hauch, 1756–1764 - Otto Frederik Bülow, 1764 - Ernst Lebrecht von Arnstedt, 1764–1767 - Johan Fr. Lehman, 1767–1768 - Gottfried von Pentz, 1768–1795 - prins Fredrik av Hessen-Kassel, 1795–1800 - Johannes von Destinon, 1800 - Christian Friederich von Bech, 1800–1803 - Carl Ludvig Baudissin, 1803–1806 - F. C. von Bauditz, 1806–1806 - Johan Chr. von Uhl, 1806–1810 - Joachim Christian Breuer, 1810–1813 - Frederik Ernst Henrik Cronhelm, 1813–1814 - Johan Mangelsen von Voigt, 1814–1832 - Carl von Romeling, 1832–1833 - Gustav Joachim von Michaelsen, 1833–1842 - Johan Wilhelm Wickede, 1842–1848 - Hans Jørgen Blom, 1848–1850 - Johan Waldemar Neergaard, 1850–1851 - Niels Georg la Cour, 1851–1858 - Theodor Christian Faaborg, 1858–1864 - Ernst Georg Emil du Plat, 1864–1867 - Oluf Johan Heinrich Krabbe, 1867–1876 | - Henrik Glahn, 1876–1882 - Ferdinand Henrik Berregaard, 1882–1887 - Harald Holbøll, 1887–1895 - Ehler Nicolai Barfoed, 1895–1898 - Axel Theodor Larsen Liljefalk, 1898–1902 - Marius Edvard Winge, 1902–1906 - Carl Johannes Schaltz, 1906–1912 - Axel Herbert Frederic Paulsen, 1912–1918 - Vilhelm Rothe, 1918–1924 - Aage Glahn, 1924–1925 - Holger Marius Hedemann, 1925–1927 - Charles Mourits David Schiær, 1927–1928 - Otto Vilhelm Frederik Laub, 1928–1932 - Svend Einar Claussen, 1932–1938 - Otto Erasmi Busch, 1938–1940 - Kay Heinrich Jessen Bruhn, 1940–1945 - Harald Morten Gjølby Buch, 1945–1947 - Svend Einar Claussen, 1947–1948 - Martin Thorvald Dall, 1948–1950 - Ejnar Kristian Neergaard, 1951 - Olaf Holbæk, 1951 - Otto Peter Olsen, 1952–1956 - Erik Frederik Frigast, 1956–1959 - Jens Christian Skriver Jensen, 1959–1961 - Otto Blixenkrone-Møller, 1961–1963 - Aage Dannheiser Danhuus, 1963–? |